# Valerij Kipelov
Valerij Aleksandrovič Kipelov (in russo Валерий Александрович Кипелов?; Mosca, 12 luglio 1958) è un cantante russo.

## Biografia
Dal 1985 al 2002 è stato il cantante del gruppo heavy metal Aria.
Nel 2002, dopo aver lasciato gli Aria, è diventato invece leader di una band metal chiamata Kipelov tuttora in attività.